# Leucochrysa rodriguezi
Leucochrysa rodriguezi är en insektsart som beskrevs av Navás 1913. Leucochrysa rodriguezi ingår i släktet Leucochrysa och familjen guldögonsländor. Inga underarter finns listade i Catalogue of Life.